# Inga-Lill Torstensson
Inga-Lill Elisabet Torstensson, född 2 juli 1940 i Västerås, död 19 september 2016, var en svensk målare och tecknare.
Hon var dotter till Claes Erland Torstensson och Inga Vilhelmina Karlsson. Torstensson studerade konst i Paris och debuterade med en separatutställning i Västerås 1964 och har därefter medverkat i en rad samlings- och grupputställningar. Hennes konst består av expressiva figurmotiv med inspiration från Edvard Munch och Georges Rouault, religiösa motiv samt bilder från sagornas värld. Hon var periodvis bosatt i Frankrike och Italien. En minnesutställning med hennes konst visades 2016.